# Mellicta tenuicula
Mellicta tenuicula är en fjärilsart som beskrevs av Ruggero Verity 1919. Mellicta tenuicula ingår i släktet Mellicta och familjen praktfjärilar. Inga underarter finns listade i Catalogue of Life.